# سفارة إسبانيا في المجر
سفارة إسبانيا في المجر هي أرفع تمثيل دبلوماسي لدولة إسبانيا لدى المجر. تقع السفارة في Terézváros ‏ وهي تهدف لتعزيز المصالح الإسبانية في المجر.

## وصلات خارجية
- الموقع الرسمي
- قائمة سفارات إسبانيا
- قائمة السفارات في المجر